# Richard Marriott

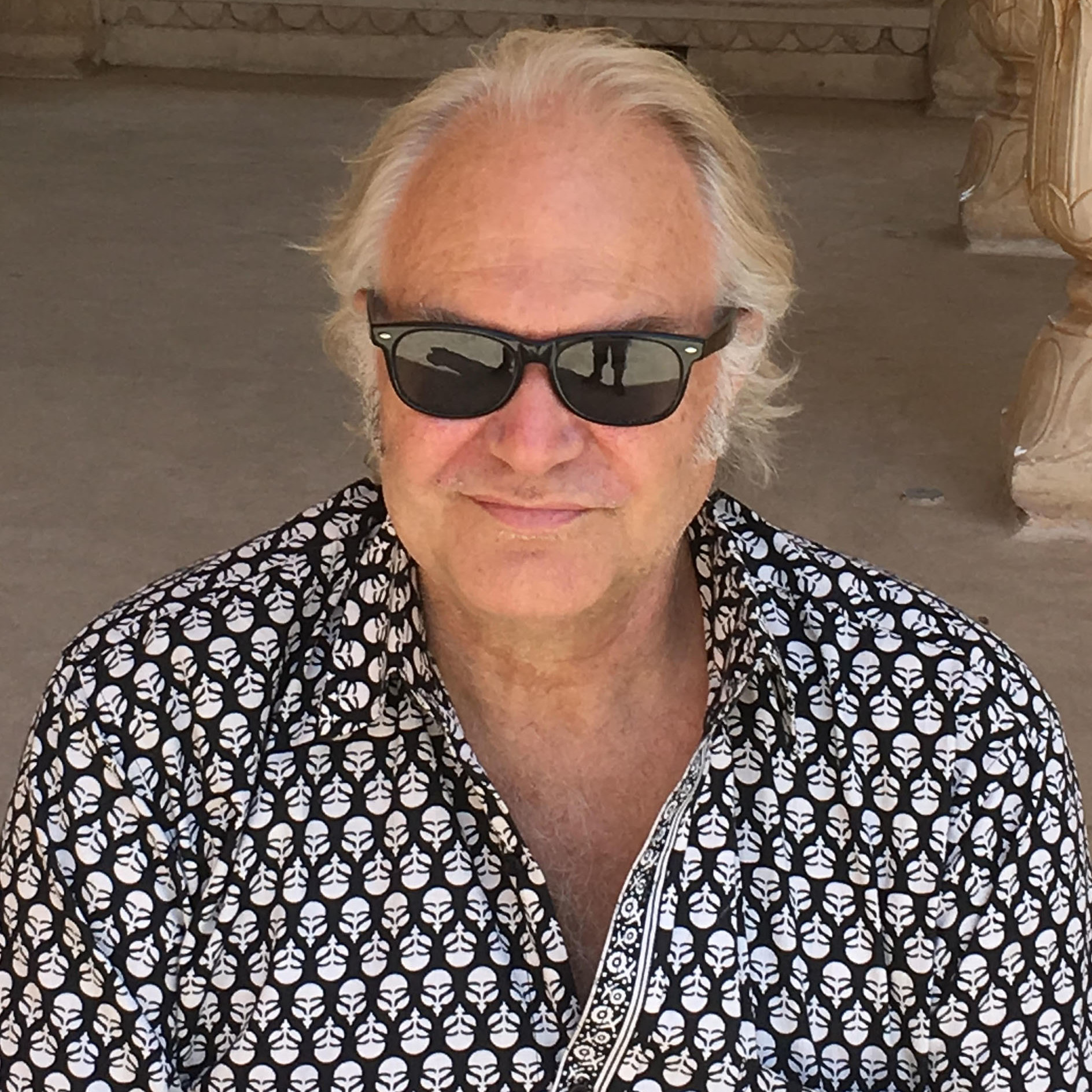
Richard Marriott

Richard Marriott (Cleveland (Ohio), 29 oktober 1951) is een Amerikaanse componist en muzikant (trombone, tenorsaxofoon, trompet, fluit). Hij is de oprichter en leider van het ensemble Club Foot Orchestra, dat vooral bekend is geworden door zijn uitvoeringen van nieuwe muziek voor stomme films.

## Biografie
Op vijfjarige leeftijd componeerde hij zijn eerste song. Hij speelde in schoolbandjes en raakte geïnteresseerd in jazz. Hij speelde trombone en stapte na het horen van Rahsan Roland Kirk over op fluit. Hij studeerde kort klinische psychologie, maar koos daarna definitief voor de muziek. Met 'Blue Freedom's New Art Transformation' speelde hij free jazz. Hij verhuisde naar Californië, studeerde bij Pauline Oliveros en kreeg les van Ali Akbar Khan (raga) en Masayuki Koga (shakuhachi). Begin jaren tachtig werkt hij bij een synthesizer-fabrikant in San Francisco en ontwikkelde de 'Voltage Controlled Casio', een instrument waar groepen en musici als Snakefinger, the Residents, Tuxedomoon en Throbbing Gristle gebruik van hebben gemaakt. Hij sloot zich aan bij Snakefinger's Band en richtte Club Foot Orchestra op. 
Marriott heeft veel gecomponeerd voor film, tv, dans, theater, opera, installaties en videogames, in stijlen variërend van avant garde tot commerciële mainstream-muziek. Hij maakte muziek voor de films 'Rising Sun' (van Phil Kaufman, met Sean Connery), 'Silver into Gold' en 'Legong: Dance of the Virgins'. Hij was staf-componist voor Atari Games (1992-1997) en leverde composities voor LeapFrog Enterprises (1996-2004). Vanaf 1991 werkte hij met choreograaf Della Davidson. Ook schreef hij in voor Yoshika Chuma's 'School of Hard Knocks' en choreograaf Yin Mei. 
In recente composities maakte hij gebruik van westerse en aziatische elementen. Hij werkte met librettist Xu Ying aan 'Prince Lan Ling', een compositie voor Western Symphonic Orchestra, Chinese instrumenten en zangers, koor en dansers.
Zijn nieuwste groep heet Ensemble Lumiere New York.

## Discografie
- Music for Dance vol. 1, Amour Fou, 2005
- Music for Dance vol. 2, Amour Fou, 2005